# Династия Динь
Династия Динь (вьет. Đinh Triều, тьы-ном 丁朝) также ня Динь (вьет. Nhà Đinh, тьы-ном 家丁) — одна из вьетнамских династий, правившая с 968 по 980 год. Правление началось с усмирения Динь Тьен Хоангом (вьет. Đinh Tiên Hoàng) гражданской войны («Эпоха двенадцати шыкуанов») и окончилось, когда Динь Фе Де (вьет. Đinh Phế Đế) уступил трон Ле Хоану в 980.

## Детство Динь Бо Линя
Отцом Динь Бо Линя (вьет. Đinh Bộ Lĩnh) был Динь Конг Чы (вьет. Đinh Công Trứ), мандарин при дворе Нго Куиена (вьет. Ngô Quyền) (939—944) и Нго Сыонг Вана (вьет. Ngô Xương Văn) (950—954). Конг Чы умер, когда Бо Линь был ещё совсем маленьким. Мать забрала его в деревню к своей семье, там Бо Линь ходил в школу и играл с другими детьми. Когда Бо Линь вырос, он присоединился к Чан Минь Конгу (вьет. Trần Minh Công), одному из двенадцати шыкуанов (вьет. sứ quân), а тот сделал его генералом за талант и умения.

## Император Бо Линь

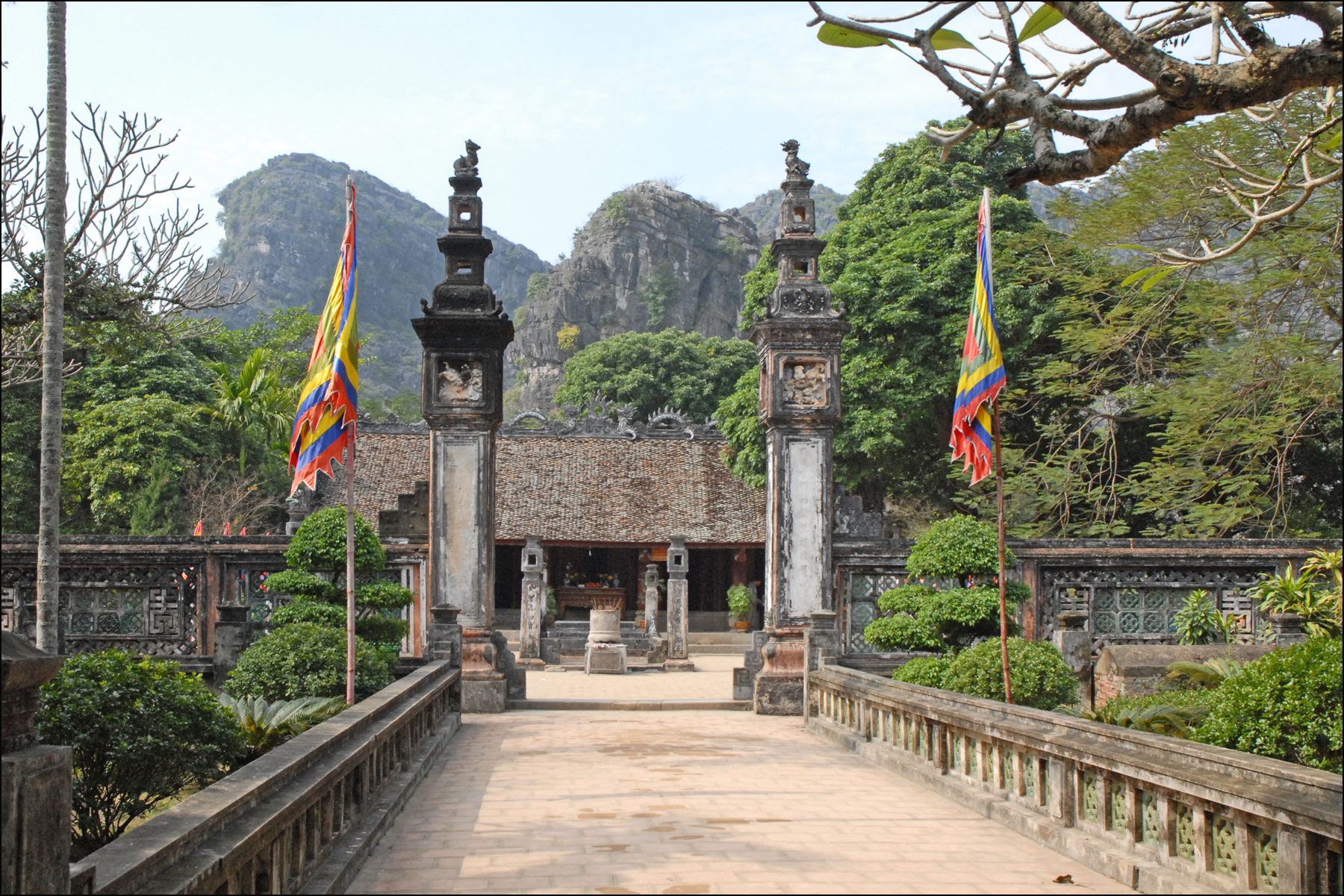
Хоалы

Бо Линь уничтожил одиннадцать оставшихся шыкуанов одного за другим. В многочисленных победоносных сражениях он заработал титул ван тханг выонг (вьет. Vạn Thắng Vương, король десяти тысяч битв). После объединения страны в 968 он провозгласил себя императором Динь Тьен Хоанг Де (вьет. Đinh Tiên Hoàng Đế) и переименовал страну в Дайковьет (вьет. Đại Cồ Việt).
Хоанг Де беспокоился о том, что страна слаба, а иностранные государства легко могли влиять на внутреннюю политику, поэтому он назначил на высокие посты военных чинов. Среди генералов были Нгуен Бак (вьет. Nguyễn Bạc), сын императора Динь Льен (вьет. Đinh Liễn), Ле Хоан (вьет. Lê Hoàn) и другие. Последний сыграл важную роль в возвышении династий Динь и Ранняя Ле.

## Смерть Динь Тьен Хоанг Де
Динь Тьен Хоанг снял с престола своего старшего сына, Динь Льена (вьет. Đinh Liễn), и посадил на престол второго сына, Динь Ханг Ланга (вьет. Đinh Hang Lăng). Малолетний сын Динь Туэ (вьет. Đinh Tuệ) должен был наследовать трон следующим. Однако в 980 году неузнанный чиновник прокрался в зал, где пировали Тьен Хоанг и Динь Льен, и убил обоих. Трон перешёл к Динь Туэ.

## Угроза с севера
Динь Туэ стал императором, а правила императрица Зыонг Ван Нга (вьет. Dương Vân Nga). Параллельно с этим на Севере Китая также проходили династические изменения. Династия Сун объединила страну впервые со времён династии Тан. Она правила по XIII века, пока её не победила монгольская династия Юань. Сун решила захватить Вьетнам и управлять им.

## Ле Хоан
Зыонг Ван Нга передала правление генералу армии Ле Хоану, так как Сун уже приближалась к границам Вьетнама. Так была основана династия Ранняя Ле.